# Hajdarábád
Hajdarábád (telugsky హైదరాబాదు, Hajdarábádu nebo హైదరాబాద్, Hajdarábád, urdsky حیدر آباد, Hajdar Ábád, anglicky Hyderabad), doslova „Hajdařino město“, je hlavní město indického svazového státu Ándhrapradéš, avšak nenachází se na území tohoto státu, jelikož je od června 2014 součástí území nově vzniklého indického státu Telangány, jehož je taktéž hlavním městem.

## Popis
6 miliónů obyvatel dělá z Hajdarábádu šesté největší město v Indii. Jako bývalé sídlo sultánů a nizámů je Hajdarábád významným muslimským centrem na jinak převážně hinduistickém jihu Indie. Současně je město a jeho okolí ostrovem jazykovým, je zde velmi rozšířená indoevropská urdština, i když hlavním jazykem Ándhrapradéše je drávidská telugština.
Dnes je Hajdarábád znám též jako rychle rostoucí centrum IT průmyslu, kde soupeří o prvenství s karnátackým Bengalúru. Z přezdívky Cyberabad (čti [sajbarábád]), kterou si tím vysloužil, se dnes už stal regulérní název severozápadní městské části.

## Historie

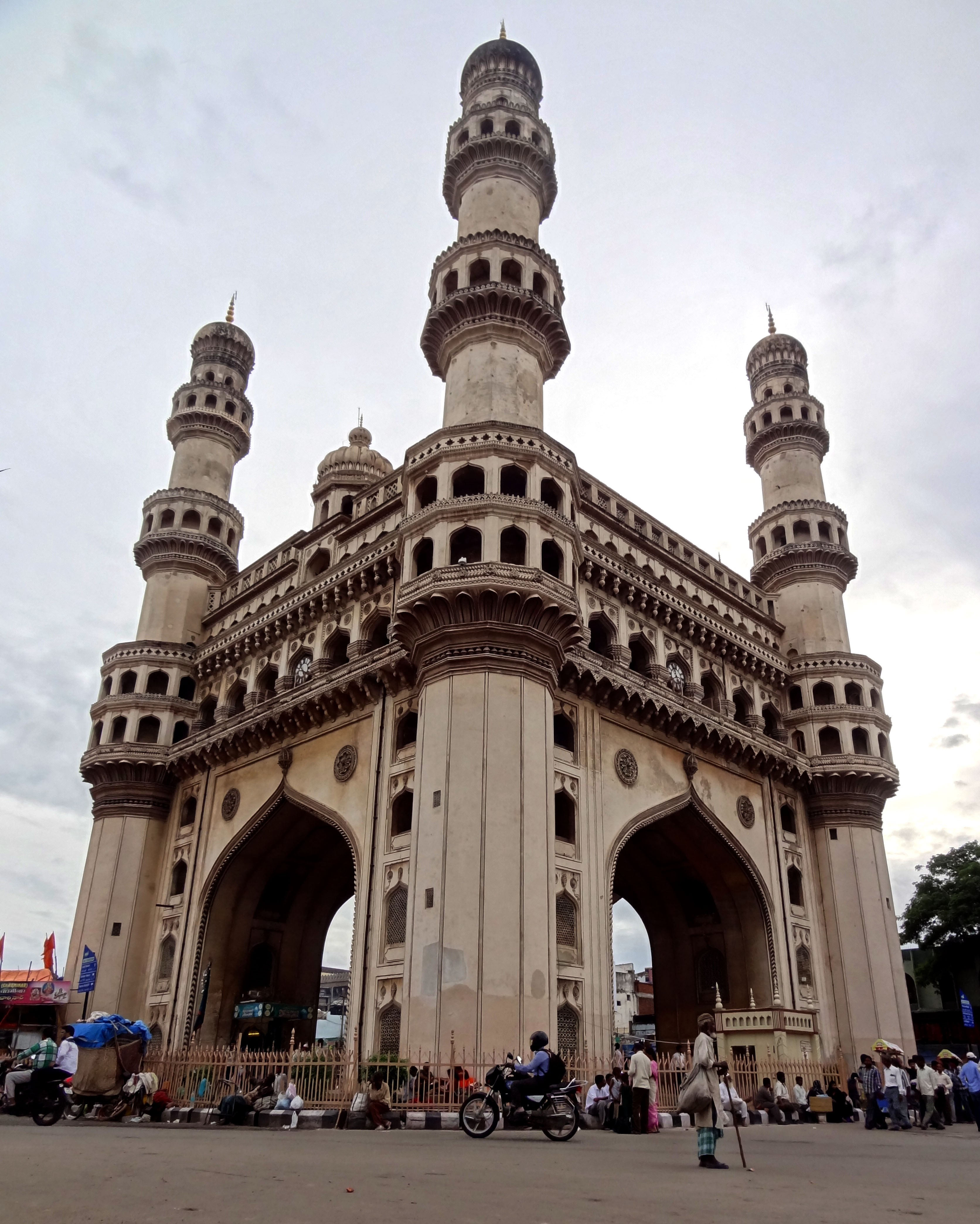
Čárminár ve starém městě v Hajdarábádu

Severně od řeky Músí (మూసీ నద, Músí nadi) se tyčí 120 m vysoký žulový vrch Gólkonda (గోల్కొండ, Gólkonḍa, doslova „Pastýřský vrch“). Na něm stála od roku 1143 stejnojmenná pevnost, kterou dali postavit kákatijští králové z Órugallu (ఓరుగల్లు, dnešní Varangal వరంగల). Kolem pevnosti postupně vyrostlo město, její vnější hradby měly obvod 7 km. Odedávna se zde obchodovalo s diamanty z okolních dolů, některé světově proslulé diamanty (např. Koh-i-Noor) pocházejí odtud. Kákatijská dynastie (కాకతీయ వంశము, Kákatíja vanśamu) vládla do roku 1323.
V roce 1347 vznikl na severu sultanát Bahmaní (بہمنی سلطنت, Bahmanī salţanat) s centrem nejdříve v Gulbarze a později (od roku 1422) v Bídaru. V polovině 15. století kontrolovali bahmanští sultáni Dekán severně od řeky Krišny od pobřeží k pobřeží a Gólkonda patřila jim.
V 16. století byla centrální moc Bídaru oslabena a provinční vládci si vládli sami. Bahmansko se tak de facto rozpadlo na pět tzv. Dekánských sultanátů (Ahmadnagar, Bidžapur, Berar, Bídar a Gólkondu). Zakladatelem gólkondské dynastie Kutub Šáhí byl Kulí Kutub al-Mulk (కులీ కుత్బుల్ ముల్క్, Kulí Kutbul Mulk), šíita původně z turkmenské kmenové federace Kara Koyunlu, který na začátku 16. století přišel se svými příbuznými do Dillí, později pokračoval dále na jih do Dekánu a sloužil bahmanskému sultánovi Muhammadu Šáhovi (محمد شاه). Ten ho poslal do Telangány potlačit nepokoje. Kulí dobyl Gólkondu v roce 1518 a stal se guvernérem Telangány; po rozpadu Bahmanské říše přijal titul Kutub Šáh (سلطان قلی قطب شاہ, salţān Qulī Quţub Šāh) a osamostatnil se. Naučil se telugsky, skládal telugskou a urdskou poezii. Byl tolerantní k hinduistům a schopné hinduisty zaměstnával u dvora i ve státní správě.
Pátý gólkondský sultán, Muhammad Kulí Kutub Šáh (మహమ్మద్ కులీ కుతుబ్ షా, Mahammad Kulí Kutub Šá, 1580–1612), byl v roce 1591 nucen kvůli nedostatku vody v Gólkondě přenést sídlo o několik kilometrů dále, na jižní břeh Músí, kde založil nové město. Podle pověsti v těchto místech kdysi žila tanečnice Bhágmatí (بھاگ متی), do které se mladý Muhammad Kulí zamiloval a které dal jméno Hajdar Mahal. Po ní pak pojmenoval nové město Hajdarábád. Město bylo předem rozplánováno a mělo napodobovat tehdy nové perské město Isfahán, které sultánovi učarovalo. Čárminár s mešitou v prvním patře byl v jeho středu jako poděkování Všemohoucímu za zažehnání morové epidemie, která hrozila zadusit projekt hned v samém začátku.
Poslední sultán, Abul Hasan Kutub Šáh (అబుల్ హసన్ కుతుబ్ షా, Abul Hasan Kutub Šáh, 1672–1687), nakonec neudržel Gólkondské království proti říši Velkých Mughalů. Už jeho otec musel formálně uznat jejich nadvládu a zavázat se k placení výkupného. Abul Hasan zřejmě kolem roku 1683 přestal platit pravidelně a mughalský vládce Aurangzéb (اورنگ‌زیب, Aūrang zīb) přitáhl s vojskem, aby si vynutil poslušnost. Osm měsíců obléhal gólkondskou pevnost, až se nakonec v říjnu 1687 dostal dovnitř díky podplacenému zrádci. Abul Hasan byl zajat a strávil zbytek života ve vězení v Daulatábádu.
Dynastie Kutub Šáhí skončila, Hajdarábád i celé Gólkondské království se dostalo pod přímou kontrolu mughalů, nedrželi ho však déle než několik desetiletí. Po Aurangzébově smrti v roce 1707 se říše začala postupně rozpadat. Do léta 1719 se na trůně vystřídalo 5 panovníků, dva z nich byli zavražděni. Mezitím ještě v květnu 1719 povstal Kamar-ud-dín Chán (قمر الدین خان, Qamar al-dīn Khān), který ještě za Aurangzéba býval dekánským místokrálem. Pět let válčil na různých místech Dekánu s mughalovými přívrženci, až po vítězství nad Mubarízem Chánem v roce 1724 definitivně potvrdil svoji nezávislost. Přijal jméno Ásaf Džáh (آصف جاہ, Āşaf Jāh) a titul nizám, pod kterým vládl nově vzniklému Ásafijskému království (مملکت آصفی, Mamlakat āşafī, později též Hajdarábádský stát). Zpočátku měl dvůr v Aurangábádu, později se přesunul do Hajdarábádu. Jeho dynastie Ásaf Džáhí tu vládla až do roku 1948.
Po půlgenerační přestávce začalo město opět vzkvétat, stalo se centrem vzdělanosti a umění, a zatímco moc mughalů na severu nadále klesala, srdcem islámské Indie se stal právě Hajdarábád. Jako už dřívějším vládcům, naleziště drahých kamenů přinášela i nizámům extrémní bohatství. Nizámové si udrželi jistou míru nezávislosti i na Britech a Hajdarábádské království bylo největším nezávislým útvarem na subkontinentu v dobách britské nadvlády. Po vyhlášení indické nezávislosti v roce 1947 chtěl poslední nizám Osman Alí Chán zůstat nezávislý i na Indii, ale po nepokojích jeho zemi obsadila indická armáda a z jeho království se stal indický svazový stát Hajdarábád.
Město Hajdarábád se během 400 let své existence rozrostlo i daleko na severní břeh řeky Músí, pohltilo staré osídlení kolem Gólkondy a spojilo se se Sikindrábádem na severu od jezera Husén Ságar. Na severozápadě, u vesnice (dnes městské části) Gačibaulí začaly na přelomu tisíciletí vyrůstat moderní budovy, zastoupení počítačových firem (např. Microsoft nebo Infosys), kampusy vysokých škol aj. Místo drahých kamenů dnes peníze do města přitahují informační technologie.

## Doprava
Hajdarábádským hlavním letištěm je mezinárodní letiště Rádžíva Gándhího, které leží přibližně dvacet kilometrů jihozápadně od centra.